# R.E.M.
R.E.M. (вимовляється як «ар-і-ем») — американський рок-гурт, сформований в місті Атенс, штат Джорджія в 1980 році, вокалістом Майклом Стайпом, гітаристом Пітером Баком, басистом Майком Міллзом та ударником Біллом Беррі. Один з найважливіших та значних гуртів, що зробили вплив на альтернативний рок. Гурт майже одразу привернув до себе увагу мелодійним звуком гітари Пітера Бака, який грав також в стилі арпеджіо, і характерним вокалом Майкла Стайпа, який співає не відриваючи губ від мікрофона. R.E.M. випустили свій перший сингл «Radio Free Europe» в 1981 році на незалежному лейблі Hib-Tone. В 1983 році гурт випустив свій дебютний альбом Murmur, позитивно зустрінутий критиками, і сформував свою репутацію протягом найближчих кількох років у рамках наступних альбомів, постійних гастролей, і за підтримки студентських радіостанцій. Після декількох років андеґраундного успіху, R.E.M. увірвалися в мейнстрім зі своїм синглом «The One I Love» в 1987 році. Гурт підписав контракт з лейблом Warner Bros. і випустив успішний альбом Green в 1988 році. Гурт став використовувати політичні та екологічні проблеми у своїх текстах, і почав виступати на великих майданчиках у всьому світі.
На початок 1990-х, коли альтернативний рок став мати успіх серед широкої аудиторії, R.E.M. розглядалися як піонери жанру та випустили два своїх найбільш комерційно успішних альбоми — Out of Time (1991) і Automatic for the People (1992), останній відійшов від традиційного звучання гурту. Альбом 1994 року Monster повернув гурт до більш рок-орієнтованого звуку. На підтримку альбому R.E.M. почали своє перше турне за останні шість років; але тур був затьмарений тим, що під час нього до медичної допомоги зверталися три учасники гурту. В 1996 році музиканти знову підписали контракт з лейблом Warner Bros., як повідомлялося, сума контракту становила $80 млн, і на той момент це був найдорожчий контракт в історії. У наступному році Білл Беррі покинув гурт, а Бак, Міллз та Стайп продовжили свій творчий шлях як тріо. Пройшовши через деякі зміни в музичному стилі, гурт продовжив свою кар'єру в наступному десятилітті, з перемінним критичним та комерційним успіхом. У 2007 році гурт був введений до Зали слави рок-н-ролу. R.E.M. розпались дружно у вересні 2011 року, оголосивши про розкол на своєму сайті.

## Історія гурту

### Формування (1980—1981)

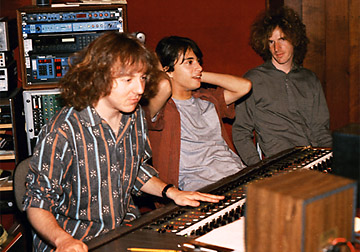
Продюсер Мітч Істер (крайній зліва) відігравав важливу роль у визначенні звучання гурту, продюсуючи весь його матеріал до 1984 року.

В січні 1980 року Майкл Стайп та Пітер Бак зустрілися в музичному магазині Wuxtry Records, Атенс, в якому працював Бак. Хлопці виявили, що поділяють спільні музичні смаки в музиці, особливо їм подобалися стилі панк-рок та протопанк таких виконавців як Патті Сміт, Television і The Velvet Underground. Пізніше Стайп сказав: «Виходить, що я купував всі платівки, які він [Бак] відкладав для себе». Незабаром Стайп і Бак зустріли студентів Університету Джорджії Майка Міллза та Білла Беррі, які грали музику разом ще зі школи. Квартет домовився про співпрацю в кілька пісень, Стайп пізніше зауважив, що «ні в кого з них не було великих планів». Їх все ще не названий гурт провів кілька місяців репетицій та зіграв свій перший концерт 5 квітня 1980 року на дні народження у друга, який відбувся в перетвореній єпископальній церкві. Після розгляду таких назв як «Twisted Kites», «Cans of Piss», і «Negro Wives», гурт зупинився на «R.E.M.», яку Стайп вибрав навмання зі словника.
Учасники гурту зрештою кинули університет, щоб зосередитися на своєму гурті. Вони знайшли свого першого менеджера Джеферсона Голта, клерка магазину звукозаписів, який настільки був вражений виступом R.E.M. в його рідному місті Чапел-Гілл, що переїхав до Атенсу. Успіх R.E.M. був майже негайним в Атенс та навколишніх областях; гурт поступово залучав все більше публіки на свої концерти, що викликало певне невдоволення серед музичної спільноти Атенс. Протягом наступних півтора років R.E.M. гастролював по всій південній частині Сполучених Штатів. Гастролі проходили важко, оскільки гастрольні схеми для альтернативних рок-гуртів тоді ще не існували. Гурт здійснював поїздки в старому блакитному фургоні, яким керував Джеферсон Голт, і всі учасники гурту жили на посібники з харчування, розміром в $2 на день.
Влітку 1981 року R.E.M. записали свій перший сингл «Radio Free Europe» із продюсером Мітчем Істером на студії Drive-In Studios в місті Вінстон-Сейлем, штат Північна Кароліна. Сингл був випущений на локальному незалежному лейблі Hib-Tone з початковим тиражем в 1000 екземплярів, які були миттєво розпродані. Незважаючи на свою невелику згадку в пресі, сингл отримав визнання критиків та увійшов до списку одного з 10 найкращих синглів року газети The New York Times.

### MurmurіReckoning(1982—1984)
В жовтні 1981 року R.E.M. записали міні-альбом Chronic Town з Мітчем Істером і планували випустити його на новому інді-лейблі, названому Dasht Hopes. Тим не менш лейбл I.R.S. придбав демозапис першої рекорд-сесії гурту, записану з Істером, який циркулював протягом багатьох місяців. Гурт відхилив пропозицію мейджор-лейблу RCA Records на користь I.R.S., з якими вони підписали контракт в травні 1982 року. I.R.S. видав Chronic Town у серпні того ж року, як своє перше видання в США. Журнал NME у своїй рецензії на міні-альбом оцінив таємничу ауру пісень і прийшов до висновку, що «R.E.M. звучать правдоподібно і чудово почути дещо настільки ж невимушене і хитромудре як це».
I.R.S. спершу звів R.E.M. з продюсером Стівеном Хейгом для запису їх дебютного альбому. Акцент продюсера на технічному вдосконаленні залишив гурт незадоволеними і учасники гурту попросили лейбл дозволити записати альбом з Мітчем Істером. Лейбл погодився на «пробну» сесію, що дозволило гурту повернутися в Північну Кароліну і записати пісню «Pilgrimage» з Істером і помічником продюсера Доном Діксоном. Почувши композицію, I.R.S. дозволили гурту записати альбом з Істером і Діксоном. Через негативний досвід зі Стівеном Хейгом, гурт записав альбом через процес заперечення, відмовившись включати в нього кліше рок-музики, такі як гітарні соло або популярні тоді синтезатори, для того, щоб надати своїй музиці «вічне» почуття. Закінчений альбом Murmur був зустрінутий визнанням критиків відразу після виходу в 1983 році, а журнал Rolling Stone помістив альбом у свій список як альбому року. Альбом досяг 36 рядку в чарті Billboard 200. Перезаписана версія «Radio Free Europe» стала головним синглом альбому і досягла 78 рядку в Billboard Hot 100 в 1983 році. Незважаючи на визнання, отримані альбомом, Murmur був проданий у кількості лише близько 200 000 примірників, що лейбл I.R.S. вважав не виправданим очікування.
В жовтні 1983 року R.E.M. вперше виступили на телебаченні на шоу «Late Night with David Letterman», в ході якого гурт виконував нові, невідомі пісні. П'єса, в кінцевому рахунку названа «So. Central Rain (I'm Sorry)», стала першим синглом з другого альбому гурту, Reckoning (1984), який був також записаний з Істером і Діксоном. Альбом був також зустрінутий визнанням критиків; редактор New Musical Express Мет Сноу писав, що альбом Reckoning «підтверджує, що R.E.M. один з найкрасивіших і захоплюючих гуртів на планеті». У той час як Reckoning досяг 27 місця в альбомному хіт-параді США — незвично висока позиція для гурту, що грає в стилі коледж-рок, в той час — мізерна ротація і неефективна дистриб'юція за кордоном привели до того, що альбом провалився в зарубіжних хіт-парадах, досягнувши тільки 91 місця у Великій Британії.

### Fables of the ReconstructionіLifes Rich Pageant(1985—1986)

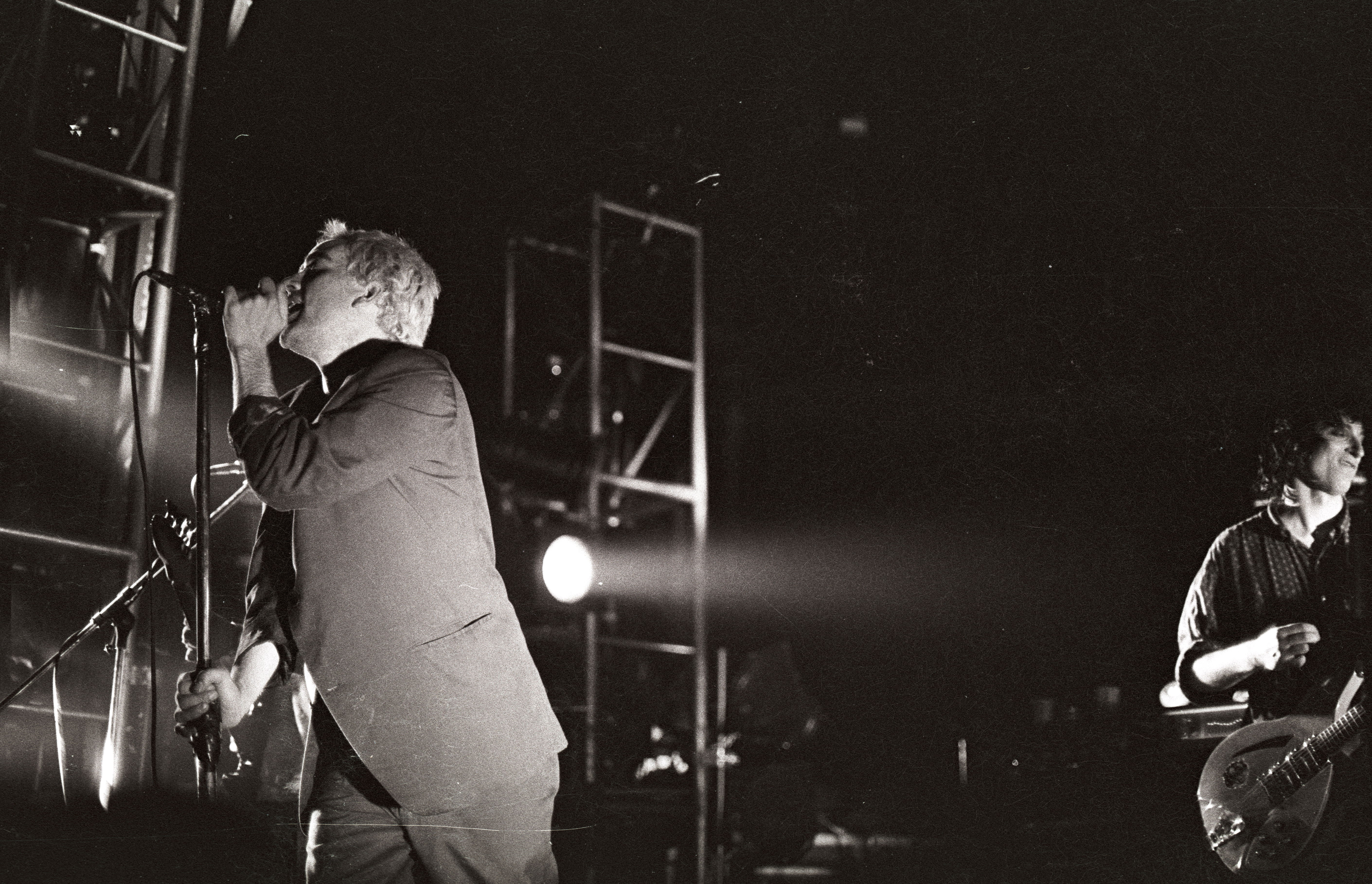
Майл Стайп (зліва) і Пітер Бак (праворуч) на концерті в 1985 році, Гент, Бельгія

Третій альбом гурту, Fables of the Reconstruction (1985), продемонстрував зміну напрямку гурту. Замість Істера і Діксона, R.E.M. віддали перевагу продюсеру Джо Бойду, який працював з гуртом Fairport Convention і Ніком Дрейком, щоб записати альбом в Англії. Учасники гурту визнали сесії несподівано важкими через холодну зимову погоду і погану їжу; ситуація призвела до того, що гурт був на межі розпаду. Похмурість, яка супроводжувала запис альбому, привела до того, що забезпечила контекст для самого альбому. Лірично Стайп став створювати сюжетні лінії за мотивами південної міфології, зазначивши в інтерв'ю 1985 року, що він був натхненний «самою ідеєю про старих, що сидять без діла біля багаття, передаючи… легенди та байки своїм онукам». Fables of the Reconstruction став найбільш продаваним альбомом, випущеним I.R.S. в Америці на той момент. Тим не менш, він був погано прийнятий в Європі та відгуки критиків були змішаними, причому деякі критики вважали його нудним і погано записаним. Як і у випадку з попереднім альбомом, сингли з Fables of the Reconstruction були, в основному, проігноровані основними радіостанціями. Між тим, I.R.S. все більше розчаровувався в тому, що гурт не бажав ставати мейнстрімовим.
Для запису свого четвертого альбому R.E.M. привернули продюсера Дона Гехмана, який працював з Джоном Мелленкемпом. В результаті, на альбомі Lifes Rich Pageant (1986) вокал Стайпа був висунутий на передній план щодо музики. В інтерв'ю 1986 року для Chicago Tribune Пітер Бак сказав: «Майкл стає все кращим у тому, що він робить, і він стає більш впевненим у цьому. І я думаю, це проявляється в становленні його голосу». Продажі альбому помітно покращилися в порівнянні з Fables of the Reconstruction і в кінцевому підсумку він досяг 21 рядку в чарті Billboard. Сингл «Fall on Me» також мав підтримку на комерційному радіо. Lifes Rich Pageant був першим альбомом гурту, який був сертифікований як золотий з продажами понад 500 000 примірників. Хоча американські студентські радіостанції залишалися основною підтримкою гурту, R.E.M. починали поступово створювати мейнстрімові рок-хіти, здатні пробитися в хіт-паради, але їх музика все ще зустрічала опір з боку комерційних радіостанцій. Після успіху Lifes Rich Pageant I.R.S. видав Dead Letter Office, збірник складений з композицій, записаних гуртом в ході їх сесій для альбому, багато з яких були або випущені як бі-сайди або залишалися невипущені взагалі. Незабаром після цього I.R.S. склав музичний відеокаталог R.E.M. (за винятком «Wolves, Lower»), як перший відео реліз гурту, під назвою Succumbs.

### Прорив (1987—1990)
Дон Гехман не мав змоги продюсувати п'ятий альбом R.E.M., тому запропонував гурту працювати зі Скоттом Літтом. Літт буде продюсером наступних п'яти альбомів гурту. Альбом Document (1987) продемонстрував частину з найбільш відверто політичних пісень Стайпа, зокрема «Welcome To the Occupation» і «Exhuming McCarthy», які були реакцією на консервативну політичну обстановку в 1980-х роках, під час правління американського президента Рональда Рейгана. Джон Пейрлес з The New York Times написав у своїй рецензії на альбом: «Document є впевненим і зухвалим, якщо R.E.M. збирається перейти від статусу культового гурту до масової популярності, альбом вказує, що гурт добереться туди на своїх власних умовах». Document став проривним альбомом гурту і перший сингл альбому «The One I Love» потрапив в Топ 20 чартів США, Великої Британії і Канади. До січня 1988 року Document став першим альбомом гурту, який був проданий в кількості більше мільйона примірників. У зв'язку з успіхом гурту, журнал Rolling Stone оголосив R.E.M. «Найкращим рок-н-рольним гуртом Америки», це було написано на обкладинці грудневого випуску 1987 року.
Розчаровані тим, що їхні альбоми не отримали належної зарубіжної дистрибуції, R.E.M. покинули лейбл I.R.S. по закінченню контракту і підписали новий контракт з мейджор-лейблом Warner Bros. Records. В 1988 році I.R.S. випустив збірку Eponymous, до якої увійшли більшість синглів гурту і деякі раритети. В 1988 році в Нешвіллі, Теннессі був записаний дебютний альбом на новому лейблі, Green, він продемонстрував експериментування гурту зі своїм звучанням. Композиції альбому коливаються від оптимістичного першого синглу «Stand» (хіт в Сполучених Штатах), до більш політизованого матеріалу, такого як рок-орієнтованої «Orange Crush» і «World Leader Pretend», в яких розглядаються теми війни у В'єтнамі і «холодної війни», відповідно. Green був проданий в кількості 4 мільйонів примірників по всьому світу. Гурт підтримав альбом своїм найбільшим і найбільш візуально розвиненим туром на сьогодні, який включав проектування на екрані позаду гурту і артхаусні фільми, що показувались на сцені. Після туру учасники гурту неофіційно вирішили взяти перерву на наступний рік, це була перша тривала перерва в кар'єрі гурту. В 1990 році Warner Bros. видав збірку кліпів з Document і Green під назвою Pop Screen, а кілька місяців потому концертний фільм Tourfilm, що включав виступи гурту під час Green World Tour.

### Негастрольні роки й міжнародний успіх (1991—1993)
R.E.M. відновили роботу в середині 1990 року, щоб записати їх сьомий альбом Out of Time. На відміну від попередніх альбомів, учасники гурту писали музику з нетрадиційними рок-інструментами, включаючи мандоліну, орган та акустичну гітару. Виданий в березні 1991 року, Out of Time був першим альбомом гурту, який досяг вершини чартів по обидві сторони Атлантики. Платівку було продано в кількості 4,2 мільйона примірників тільки в США і близько 12 мільйонів у всьому світі до 1996 року. Перший сингл альбому, «Losing My Religion» став світовим хітом, який отримав широку ротацію на радіо, а його музичне відео на MTV. «Losing My Religion» став найуспішнішим синглом гурту в США, досягнувши 4 позиції в чарті Billboard Hot 100. «Ну ось, було дуже небагато подій, змінюють життя подій в нашій кар'єрі, оскільки наша кар'єра була настільки поступово» сказав Майк Майлз кілька років потому: «Якщо Ви хочете говорити про зміни в житті, я думаю, „Losing My Religion“, є найближчим прикладом». Другий сингл альбому «Shiny Happy People» (одна з трьох пісень з вокалісткою Кейт Пірсон, учасницею іншого гурту з Атенс B-52's), також став хітом, досягнувши 10 місця в США і 6 у Великій Британії. Out of Time отримав для R.E.M. 7 номінацій на премію Греммі в 1992 році, більше ніж у будь-якого іншого виконавця в тому році. Гурт завоював три нагороди: «За найкращий альтернативний музичний альбом» і 2 для «Losing My Religion»: «Найкраще короткометражне музичне відео» та «Найкраще поп-виконання дуету або гурту з вокалом». R.E.M. не провели тур на підтримку Out of Time; замість цього гурт відіграв ряд одиночних виступів, в тому числі з'явився в епізоді MTV Unplugged, який був записаний на аудіоплівку.
В 1991 році, після декількох місяців, R.E.M. повернулися в студію для запису свого нового альбому. Наприкінці 1992 року гурт випустив Automatic for the People. Хоча гурт мав намір зробити хард-роковий альбом, після більш м'яких структур Out of Time, похмурий Automatic for the People «[здавалося], рухається в бік більш болісної агонії» відзначав журнал Melody Maker. Альбом торкався теми втрати та скорботи, натхненні, за словами Бака: «цим почуттям… кризи середнього віку». Кілька пісень містили струнні аранжування колишнього басиста Led Zeppelin Джона Пола Джонса. На думку ряду критиків (а також Бака і Міллза), це був найкращий альбом гурту, Automatic for the People досяг 1 і 2 позиції в хіт-парадах Великої Британії і США, відповідно, і містив хіт-сингли «Drive», «Man on the Moon» та «Everybody Hurts», всі вони потрапили в американський Топ 40. Альбом був проданий в кількості 10 мільйонів копій у всьому світі. Як і у випадку з Out of Time, гурт не став проводити тур на підтримку альбому. Рішення відмовитися від туру, в поєднанні з фізичним станом Стайпа, породили чутки, що співак був при смерті або ВІЛ-позитивним, які категорично заперечувалися гуртом.

### MonsterіNew Adventures in Hi-Fi(1994—1996)
Після того як гурт випустив два повільних за темпом альбоми поспіль, альбом Monster (1994) був, як сказав Бак «'рок' платівкою, зі словом рок в лапках». На відміну від звучання своїх попередників, музика Monster складалася зі спотвореного гітарного звуку, мінімальних накладень і штрихів глем-року 1970-х. Як і Out of Time Monster очолив чарти США і Великої Британії. Альбом був проданий у кількості близько 9 мільйонів примірників у всьому світі. Сингли «What's the Frequency, Kenneth?» і «Bang and Blame» були останніми синглами, які потрапили в американський Топ 40, хоча всі сингли з Monster досягли Топ 30 в британському чарті. Warner Bros. зібрав кліпи з альбому, а також з Automatic for the People для випуску збірника Parallel в 1995 році.
В січні 1995 року R.E.M. вирушили у свій перший тур за останні 6 років. Тур мав величезний комерційний успіх, але цей період був важким для гурту. 1 березня Беррі звалився на сцені під час виступу в Лозанні, Швейцарія, перенісши мозкову аневризму. Він негайно переніс операцію та повністю видужав протягом місяця. Аневризма Беррі була лише початком цілої серії проблем зі здоров'ям, з якими гурт зіткнувся під час Monster Tour. Міллз мусив перенести черевну хірургію, щоб видалити кишкову адгезію в липні; через місяць Стайп мав екстрену хірургічну операцію з виправлення грижі. Попри всі проблеми, R.E.M. записали частину нового альбому під час гастролей. Гурт взяв з собою 8-трекові диктофони, щоб записувати свої виступи і використовувати записи як базовий елемент для альбому. Останні три виступи туру були зняті і видані у вигляді відеоальбому Road Movie.
Гурт знову підписав контракт з лейблом Warner Bros. в 1996 році за $80 млн, найбільший контракт в історії на той момент. Альбом New Adventures in Hi-Fi (1996) дебютував на другому рядку в США і першому у Великій Британії. П'ять мільйонів копій проданого альбому стали зміною в комерційному успіху гурту попередніх п'яти років. Автор журналу Time Крістофер Джон Ферлі стверджував, що менші продажі альбому сталися через зниження комерційного інтересу до альтернативного року в цілому. Того ж року R.E.M. розсталися з менеджером Джефферсоном Голтом, імовірно через звинувачення в сексуальному домаганні, накладених проти нього членом домашнього офісу гурту в Атенс. Адвокат гурту Бертіс Даунс прийняв обов'язки менеджера.

### Відхід Беррі іUp(1997—2000)

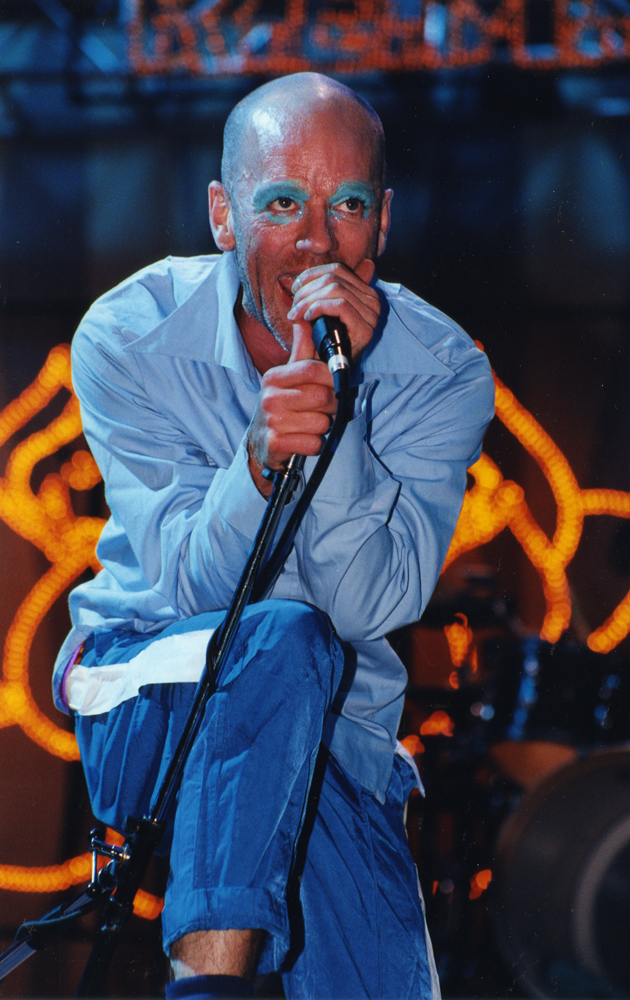
Майкл Стайп на фестивалі Ґластонбері в 1999 році.

В квітні 1997 року гурт зібрався в будинку відпочинку Бака на Кауаях для запису нового матеріалу, призначеного для наступного альбому. Гурт прагнув винайти свій звук і мав намір додати нові барабанні ритми та експерименти з перкусією. Оскільки сесії повинні були початися в жовтні, Беррі вирішив, після декількох місяців роздумів та дискусій з Бертісом Даунсом та Майком Міллзом, сказати іншим учасникам гурту, що він іде. Беррі сказав своїм товаришам по гурту, що він не піде, якщо гурт в результаті розпадеться, тому Стайп, Міллз і Бак погодилися продовжити свій творчий шлях як тріо з благословення Беррі. Беррі публічно оголосив про свій відхід три тижні тому, в жовтні 1997 року. Беррі заявив журналістам: «У мене просто немає тепер того ентузіазму, як в минулому, щоб робити це далі… У мене найкраща робота у світі. Але я начебто готовий байдикувати та роздумувати і, можливо, більше не бути поп-зіркою». Стайп визнав, що гурт буде відрізнятися без основного учасника: «Для мене, Майка, і Пітера, як R.E.M., ми — все ще R.E.M.? Я думаю, що триногий пес — все ще пес. Він просто повинний вчитися бігти по-іншому».
Гурт скасував свої заплановані рекордсессії в результаті відхіду Беррі. «Без Білла було по-іншому, це збивало з пантелику», сказав Міллз пізніше, «Ми не знали точно що робити. Ми не могли репетирувати без барабанщика». Решта учасників R.E.M. відновили роботу над альбомом в лютому 1998 року в Toast Studios в Сан-Франциско. Гурт завершив своє десятирічне співробітництво зі Скоттом Літтом та найняв Патріка Маккарті продюсувати альбом. Найджел Годріч був запрошений як помічник продюсера, вони також покликали колишнього учасника гурту Screaming Trees Баррета Мартіна та концертного барабанщика Бека, Джоуї Веронкера. Процес запису страждав від напруги учасників і гурт був близький до розпаду. Бертіс Даунс організував екстрені збори, де учасники гурту з'ясовували їхні проблеми та домовилися продовжити грати як гурт. В жовтні 1998 року альбом Up був записаний. Перший сингл альбому, «Daysleeper» дебютував в десятці найкращих в США і Великої Британії. Тим не менш, альбом був відносним провалом, його продажі були близько 900 000 примірників в США до середини 1999 року і зрештою він розійшовся в кількості 2 000 000 примірників у всьому світі. У той час як американські продажі R.E.M. зменшувалися, комерційна основа гурту переходила до Великої Британії, де записів R.E.M. продавалося більше, ніж в будь-якій країні, а сингли гурту регулярно потрапляли в Топ 20.
Через рік після випуску Up, R.Е.М написали інструментальну партитуру для біографічного фільму про Енді Кауфмана, «Людина на Місяці», це був перший подібний досвід для гурту. Фільм отримав свою назву від однойменної пісні з альбому Automatic for the People (в тексті якої присутні численні посилання на Кауфмана, фанатом якого є Стайп). Композиція «The Great Beyond» з саундтрека до фільму «Людина на Місяці» була випущена як сингл. «The Great Beyond» досяг лише 57 позиції в американських хіт-парадах, але став самим успішним синглом гурту у Великій Британії, досягнувши 3 місця в 2000 році.

### RevealіAround the Sun(2001—2005)

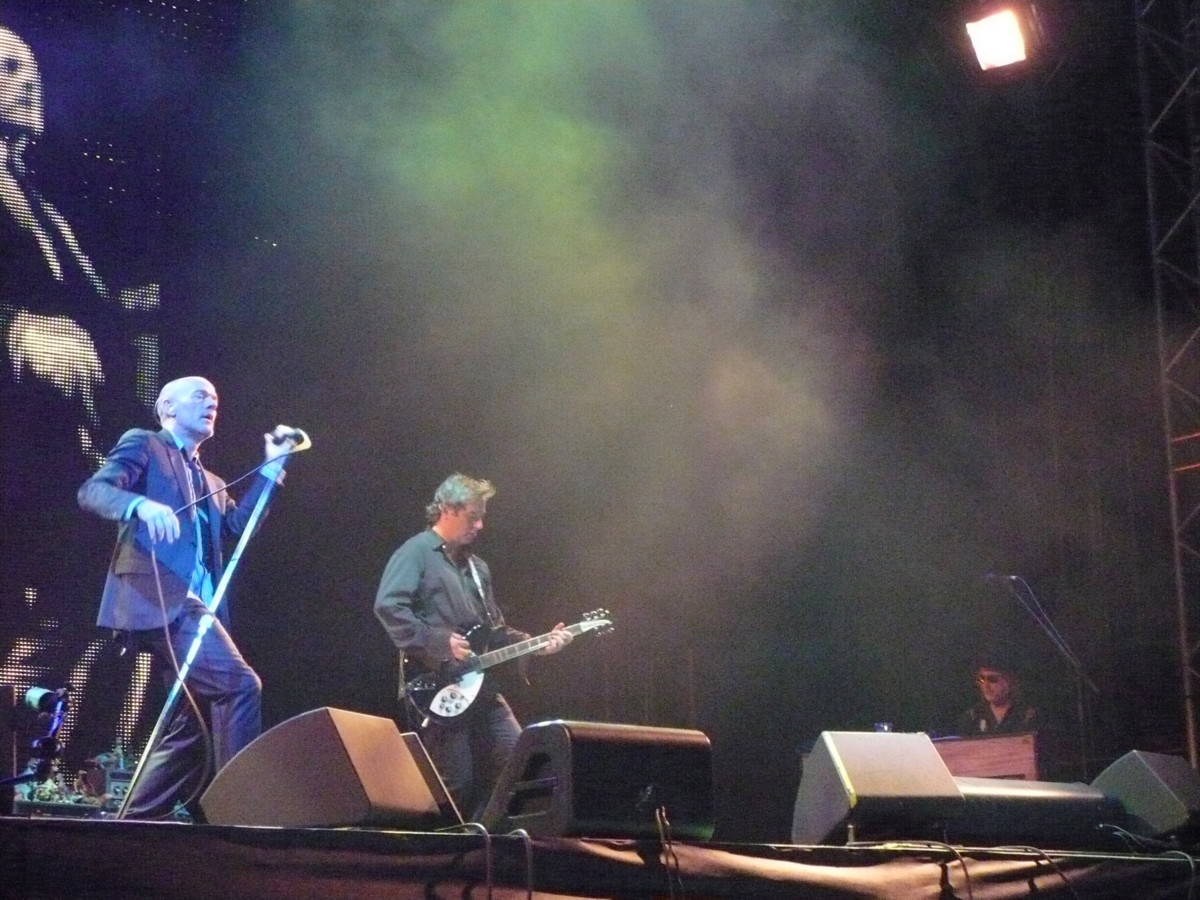
R.E.M. на гастролях в 2008 році, з давнім співробітником Скоттом МакКої.

R.Е. М. записали більшу частину їх дванадцятого альбому, Reveal (2001) в Канаді та Ірландії, з травня по жовтень 2000 року. Reveal поділяє «похмурий темп» альбому Up, барабанщиком на альбомі знову ж був Джоуї Веронкер, також внесли свій внесок Скотт Маккої (співзасновник гурту The Minus 5 з Пітером Баком) та засновник гурту The Posies Кен Стрінгфеллоу. Світові продажі альбому становили понад 4 мільйонів копій, а в США Reveal був проданий приблизно в такій же кількості, як і його попередник Up. Перший сингл альбому, «Imitation of Life», досяг 6 рядка в чарті Великої Британії. Автор Rock's Backpages преподобний Ел Фрістон, описав альбом як «завантажений золотою чарівністю в кожному завихренні та повороті», порівняно з «надзвичайно непереконливою роботою гурту на платівках New Adventures in Hi-Fi і Up». Крім того, Роб Шеффілд із журналу Rolling Stone назвав Reveal «духовним оновленням, впровадженим в музику» і похвалив його «безперервно дивовижну красу».
У 2003 році Warner Bros. випустив збірник In Time: Best of R.E.M. 1988—2003, до якого увійшли дві нові пісні «Bad Day» і «Animal». У тому ж році Беррі несподівано з'явився під час концерту R.Е.М в місті Ралі, Північна Кароліна, виконавши бек-вокал на «Radio Free Europe». Потім він сів за барабанну установку, щоб виконати з гуртом ранню композицію R.Е.М «Permanent Vacation», це був його перший виступ з гуртом, з моменту його відходу з R.Е.М.
R.E.M. випустили новий альбом Around the Sun в 2004 році. Під час роботи над альбомом в 2002 році, Стайп сказав: «[Альбом] звучить, як ніби це зліт з двох останніх альбомів у незвідану територію для R.E.M. Дещо примітивний та виючий». Після видання альбому Міллз сказав: «Я думаю, чесно кажучи, він виявився трохи повільніше, ніж ми хотіли, з точки зору загальної швидкості пісень». Around the Sun отримав змішані відгуки критиків і дістався до 13 рядку в Billboard 200. Перший сингл альбому, «Leaving New York», став хітом та потрапив у британський Топ 5. Для запису альбому та наступного туру, гурт найняв нового повноцінного барабанщика Білла Райфліна, який раніше був учасником гурту Ministry.

## Музичний стиль і тематика пісень
В інтерв'ю 1988 року, Пітер Бак описав типову пісню R.E.M.: «мінорна тональність, середній темп, загадкова наполовину-фолкова наполовину-рок-баладна річ». Авторство в написанні пісень приписується всьому гуртові, хоча іноді, окремі музиканти вносять більший внесок в конкретну пісню. Кожному музикантові дано рівне право голосу в процесі написання пісень, а проте, Бак визнав, що Стайпа, як лірика гурту, рідко вдається переконати слідувати ідеї, яка йому не подобається. У період «золотого» складу гурту, існував поділ праці, в процесі написання пісень: Стайп складав тексти, а також придумував мелодії, Бак підкидав ідеї з нових музичних напрямків, а Міллз та Беррі могли «тонко налаштувати» і довести «до розуму» ці композиції, у зв'язку з їх великим музичним досвідом.
Біограф Девід Баклі описав вокальний стиль Майкла Стайпа як: «плач, голосіння, виразні вокальні фігури». У композиціях гурту, Стайп часто співає унісон з Міллзом, їх вокал гармонує; так, у приспіві композиції «Stand», Міллз та Стайп чергують один одного, створюючи ефект діалогу. Ранні статті про гурт були зосереджені на стилі співу Стайпа (газета The Washington Post описувала його, як «бурмотіння»), який часто робив його лірику нерозбірливою. Автор журналу Creem Джон Мортленд написав у своєму огляді альбому Murmur: «Я все ще поняття не маю, про що ці пісні, оскільки ні я, ні будь-хто інший, кого я знаю, ніколи не могли розрізнити лірику гурту R.E.M.». Стайп прокоментував в 1984 році: «Це — просто спосіб, яким я співаю. Якби я намагався керувати ним, це було б достатньо фальшиво». Продюсер Джо Бойд переконав Стайпа почати співати більш розбірливо під час запису Fables of the Reconstruction.
Більшість виділяють стиль гри гітариста Пітера Бака, як найбільш відмітну особливість музики R.E.M.. Протягом 1980-х "економічний, наповнений арпеджіо, поетичний стиль гітариста нагадував британським журналістам американську музику 1960-х років, а саме творчість фолк-рок гурту The Byrds. Бак заявляв, що: «[гітарист The Byrds] Роджер Макгвінн справив великий вплив на мене як гітариста», але із застереженням, що це були виконавці, які перебували під впливом The Byrds, в тому числі Big Star і The Soft Boys, вони надихнули його більше, ніж самі The Byrds. Серед сучасників його стиль порівнювали з гітаристом Джонні Марром з британського гурту The Smiths. Незважаючи на те, що за словами Бака він є шанувальником гурту, гітарист зізнався, що спочатку критикував The Smiths просто тому, що йому набридло часте питання від фанатів: «вплинуло на його стиль гри творчість Джонні Марра», чий гурт фактично з'явився після R.E.M.. Бак зазвичай цурався гітарних соло, в 2002 році він пояснив чому: «Я знаю що коли гітаристи виконують красиве гітарне соло, люди сходять з розуму, але я не пишу пісні, які підходять для цього, і я не особливо зацікавлений у цьому. Я можу зробити це, якщо доведеться, але я не люблю соло».
Мелодійний підхід Майка Міллза до гри на бас-гітарі, був натхненний Полом Маккартні з The Beatles і Крісом Сквайром з Yes; Міллз говорив: «Я завжди грав мелодійний бас, бас на фортепіано, в деякому сенсі… Я ніколи не хотів грати в традиційному стилі, в рамках — бас-бочки (kick drum) і тоніки». На початку кар'єри, у Міллза було більше музичної практики, ніж у його товаришів по гурту, в зв'язку з цим він говорив: «нам було простіше перетворити абстрактні музичні ідеї в реальність».

## Вплив

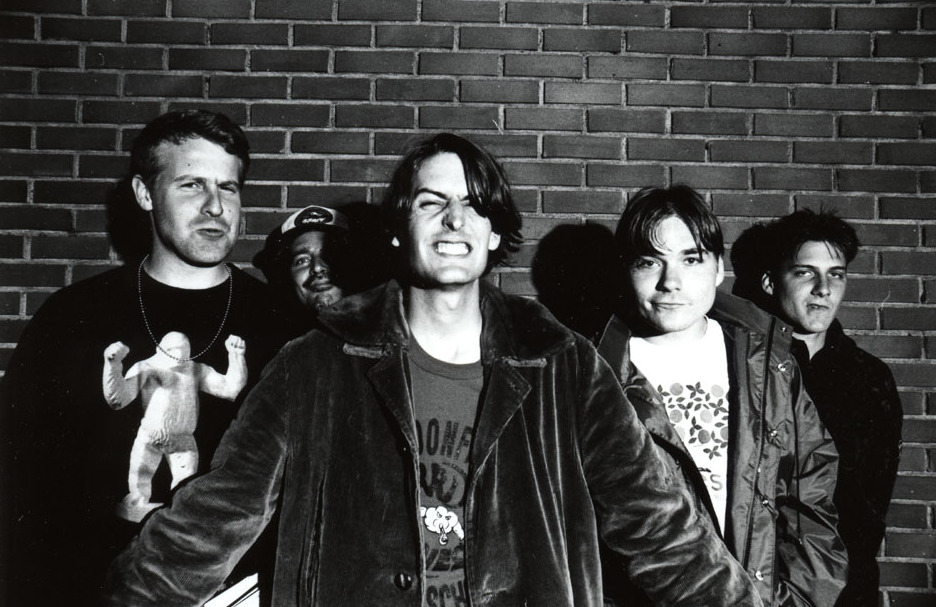
Pavement є одним з кількох альтернативних рок-гуртів, які відзначили вплив музики R.E.M. на свою творчість; гурт навіть написав пісню «Power of the Picket Fence» про R.E.M..

R.E.M. зіграли вирішальну роль в створенні і розвитку альтернативного року. Allmusic стверджує, що «R.E.M. символізує момент, коли постпанк перетворився на альтернативний рок». Під впливом таких гуртів, як The Beach Boys, The Byrds, Creedence Clearwater Revival, The Rolling Stones і Патті Сміт, альтернативний рок гурту R.E.M. на початку 1980-х контрастував з пост-панком і новою хвилею, жанрами, які були його попередниками. Музичний журналіст Саймон Рейнольдс відмітив, що пост-панк-рух наприкінці 1970-х і початку 1980-х років «надав забуттю цілий ряд музичних жанрів», зокрема музику 1960-х, і що «після демістіфікації пост-панка і схематичності н'ю-попа, було справжнім полегшенням почути музику що йшла коренями в містичний страх і ведучу на вершину блаженства». Рейнольдс заявив, що звучання R.E.M. нагадує музику 1960-х років з їх «протяжними передзвонами гітари і вокалом в стилі фолк», і їх «мрійливими і абстрактними образами що відкривали нові рубежі для Америки», «один з двох найважливіших гуртів альтернативного року». Після видання альбому Murmur, R.E.M. зробили великий музичний і комерційний вплив на початкуючих музикантів альтернативного жанру, залишаючи за собою чергу послідовників джангл-попа.
Ранній успіх і прорив R.E.M. послужив натхненням для інших альтернативних колективів. Журнал Spin згадав термін «Модель R.E.M»., кар'єрні принципи, якими керувався гурт і які стали прикладом для інших андеграундних музикантів, робити так само у своїй кар'єрі. Редактор Spin Чарльз Аарон писав, що до 1985 року «Вони показали, як далеко можуть зайти андеграундні музиканти, натхненні панк-роком, в шоу-бизнесі, без втрати своєї музичної цілісності. Вони з'ясували, як купувати, не кидаючись словами на вітер, вони здійснили американську богемську Мрію». Стів Вінн з Dream Syndicate сказав: «Вони винайшли новий спосіб гри для усіх інших гуртів, які прийшли за ними, будь то Sonic Youth або Replacements або Nirvana або Butthole Surfers. R.E.M. були першопроходцями. Музично, гурти робили різні речі, але R.E.M. були першими, які показали нам — ви можете бути знаменитими і залишатися вірними своїм принципам». Біограф Девід Баклі заявив, що в період між 1991 і 1994 роками гурт продав приблизно 30 мільйонів альбомів, R.E.M. «затвердили себе як суперники U2 за титул найзначнішого рок-гурту світу».
Пізніше такі альтернативні рок-гурти, як Nirvana, Pavement та Live, черпали натхнення з музики R.E.M.. «Коли мені було 15 років, я жив в Річмонді, штат Вірджинія, і вони були дуже важливою частиною мого життя» — згадував учасник Pavement Боб Настановіч, «також як і інших учасників нашого гурту». Pavement присвятили пісню «Unseen Power of the Picket Fence» зі збірки No Alternative (1993), двох перших альбомах R.E.M.. Курт Кобейн з Nirvana був затятим шанувальником R.E.M., і виношував плани про створення музичного проекту з Стайпом, перед своєю смертю в квітні 1994 року. Кобейн сказав в інтерв'ю Rolling Stone на початку цього року: «Я не знаю, як цей гурт створює такі речі. Боже, вони чудові. Вони відносяться до свого успіху як святі і продовжують творити чудову музику».

## Агітація та політична активність

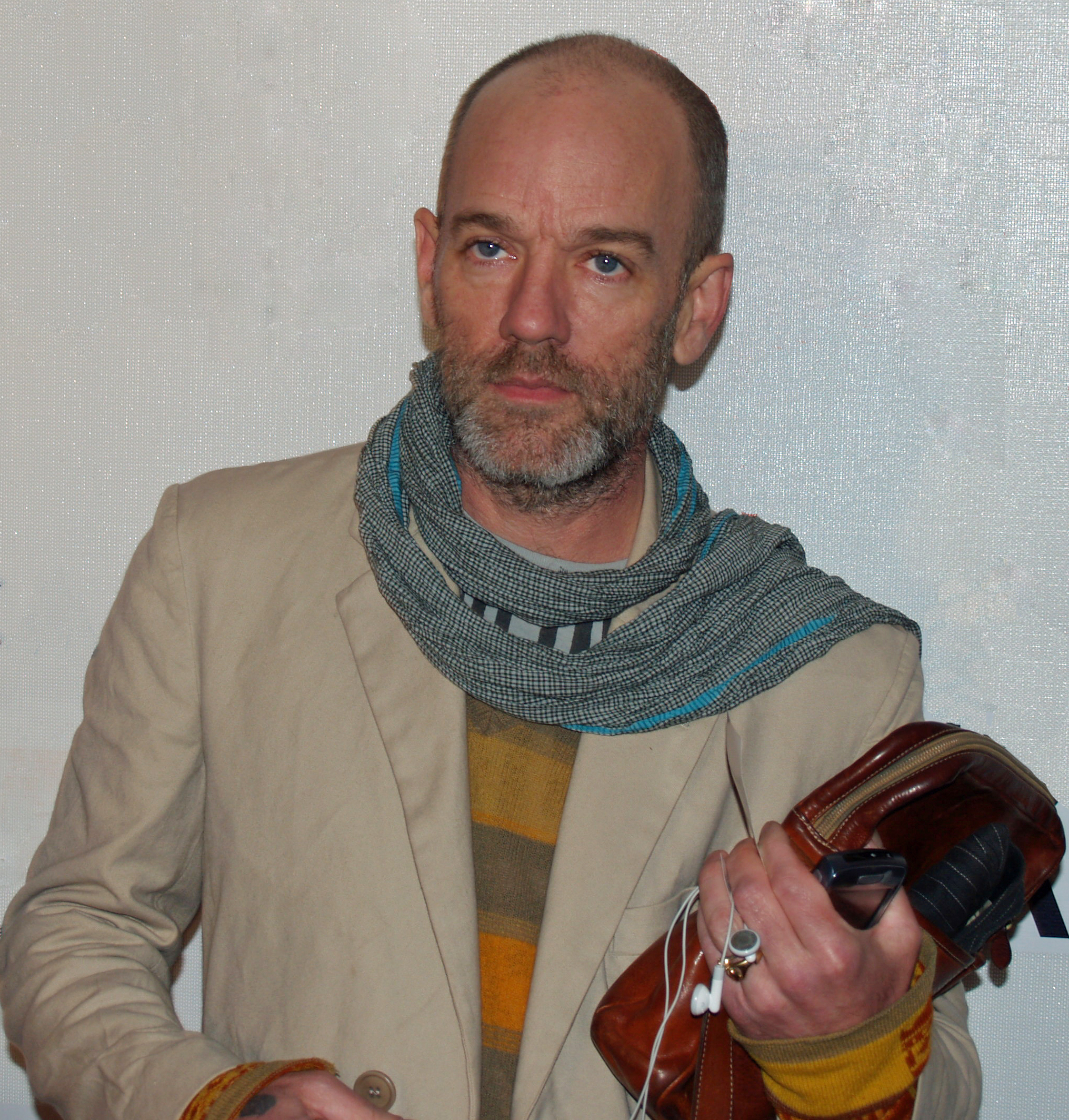
Майкл Стайп використовував свій «зірковий» статус для підтримки гуманітарних та політичних акцій; тут він знаходиться на кінофестивалі Трайбека (2007), який був створений, щоб відновити зруйнований район Нью-Йорка, після терактів 11 вересня.

Протягом усієї кар'єри гурту учасники R.E.M. прагнули виділити соціальні та політичні питання у своїй творчості. Згідно Los Angeles Times колектив вважається одним з «найбільш ліберальних та політкоректних рок-гуртів Сполучених Штатів». На сторінках цієї ж газети повідомлялося, що учасники гурту з політичної точки зору поділяють ліберальний та прогресивний світогляд. Міллз зізнався, що іноді між учасниками гурту виникають розбіжності, в питаннях того, кого вони могли б підтримати, але визнав: «З поваги до людей, які мають іншу точку зору, ці дискусії мають тенденцію залишатися всередині гурту, дещо тому, що ми не повідомляємо стороннім в чому міститься суть наших суперечок, щоб вони не могли використовувати це у своїх власних цілях». Наприклад, в 1990 році Бак згадав, що Стайп був пов'язаний з організацією «Люди за етичне ставлення до тварин», але інші учасники гурту не були активістами цієї організації.
R.E.M. допомагали залучати кошти для фондів захисту навколишнього середовища, феміністичних рухів та організацій із захисту прав людини, а також брали участь у кампанії із заохочення реєстрації виборців. Під час туру на підтримку альбому Green Стайп виділяв час під час концертів, щоб інформувати аудиторію про різні актуальні соціально-політичні проблеми. У період з кінця 1980-х і впродовж 1990-х років, гурт (зокрема, Стайп) все частіше використовували переваги своєї популярності, при появі в ЗМІ і по національному телебаченню, щоб акцентувати увагу на різних соціально-політичних питаннях, які на їхню думку були важливі. Один з прикладів: коли гурт взяв участь у церемонії MTV Video Music Awards в 1991 році, під час цього шоу Стайп змінив півдюжини білих сорочок, на яких були написані гасла, серед яких були: «захистимо тропічні ліси», «любов не має кольору» і «контроль за зброєю, прямо зараз!».
З кінця 1980-х років R.E.M. брали участь у політичному житті свого рідного міста Атенс. Бак розповів журналу Sounds в 1987 році: «Майкл завжди говорить, думай про своє рідне місто і роби для свого рідного міста, ми робимо багато речей у нашому місті, щоб спробувати зробити це місце ще найкраще». Гурт часто жертвує кошти до місцевих благодійних організацій та фондів, щоб допомогти відремонтувати та зберегти історичні будівлі міста. Політичному впливу R.E.M. приписували перемогу на виборах мера Атенс Гвена O'Луні (він перемагав з незначною перевагою), якого обирали двічі в 1990-х.

## Дискографія
Студійні альбоми
- Murmur (1983)
- Reckoning (1984)
- Fables of the Reconstruction (1985)
- Lifes Rich Pageant (1986)
- Document (1987)
- Green (1988)
- Out of Time (1991)
- Automatic for the People (1992)
- Monster (1994)
- New Adventures in Hi-Fi (1996)
- Up (1998)
- Reveal (2001)
- Around the Sun (2004)
- Accelerate (2008)
- Collapse into Now (2011)

## Тури
- Rapid.Eye.Movement.Tour.1981 (1981)
- Chronic Town Tour (1982)
- Murmur Tour (1983)
- Reckoning Tour (1984)
- Preconstruction Tour (1985)
- Pageantry Tour (1986)
- Work Tour (1987)
- Green World Tour (1989)
- Monster Tour (1995)
- Up Tour (1998—1999)
- Reveal Promo Tour (2001)
- In Time Tour (2003)
- Vote for Change Tour (2004)
- Around the Sun Tour (2004—2005)
- Accelerate Tour (2008)